# الوهراني (فلم)
الوهراني فيلم سينمائي أخرجه إلياس سالم بإنتاج جزائري وفرنسي. تناول الفيلم قصة صديقين شاركا في الثورة الجزائرية ولكن صداقتهما تصدعت بعد الاستقلال في 1962. أول عرض للفيلم كان في قاعات السينما الجزائرية في 6 سبتمبر 2014 قبل أن يعرض لاحقا في فرنسا في 19 نوفمبر 2014.

## الجوائز
حاز الفيلم على جائزة أحسن ممثل لإلياس سالم عن دور جعفر في مهرجان الفيلم الفرنكوفوني بأنغولام بفرنسا. كما نال جائزة أحسن مخرج عربي في المهرجان الثامن للفيلم بأبو ظبي 2014.

## الطقم
شارك الياس سالم في التمثيل إضافة إلى كتابة السيناريو.

## روابط خارجية
- مقالات تستعمل روابط فنية بلا صلة مع ويكي بيانات